# Simone Osygus
Simone Osygus (Alemania, 30 de septiembre de 1968) es una nadadora alemana retirada ganadora de cuatro medallas olímpicas, todas en pruebas de relevos, entre los JJ. OO. de Barcelona 1992 y los de Atlanta 1996.

## Carrera deportiva
En los JJ. OO. de Barcelona 1992 ganó la medalla de plata en los relevos de 4 x 100 metros estilos y la de bronce en los 4 x 100 metros estilo libre.
En los Juegos Olímpicos de Atlanta 1996 ganó la medalla de plata en los relevos 4x200 metros estilo libre, tras Estados Unidos y por delante de Australia, y el bronce en los 4 x 100 metros estilo libre, tras Estados Unidos y China (plata).